# Falagria sulcatula
Falagria sulcatula är en skalbaggsart som först beskrevs av Johann Ludwig Christian Gravenhorst 1806.  Falagria sulcatula ingår i släktet Falagria, och familjen kortvingar. Enligt den finländska rödlistan är arten nära hotad i Finland. Arten är reproducerande i Sverige. Artens livsmiljö är stränder vid Östersjön.